# 1833 en musique classique
| \| • Retour à la chronologie générale de la musique classique • \| |
| Grèce • Rome • Haut Moyen Âge • VIIIe siècle • IXe siècle • Xe siècle • XIe siècle XIIe siècle • XIIIe siècle • XIVe siècle • XVe siècle • XVIe siècle • XVIIe siècle XVIIIe siècle • XIXe siècle • XXe siècle • XXIe siècle |
| • Retour à la chronologie générale de la musique classique • |

| Années en musique classique : 1830 - 1831 - 1832 - 1833 - 1834 - 1835 - 1836    |
| Décennies en musique classique : 1800 - 1810 - 1820 - 1830 - 1840 - 1850 - 1860 |

Cet article présente les faits marquants de l'année 1833 en musique.

## Événements
- 10 janvier : Die erste Walpurgisnacht, cantate de Felix Mendelssohn, créé à Berlin
- 12 janvier : création de Gli Elvezi ossia Corrado di Tochenburgo de Pacini, à Naples.
- 12 mars : Parisina, opéra de Gaetano Donizetti, créé au Teatro della Pergola de Florence.
- 16 mars : Béatrice de Tende, opéra de Vincenzo Bellini, créé au théatre de La Fenice de Venise.
- 13 mai : la Symphonie no 4 en la majeur opus 90 « Symphonie Italienne »  de Mendelssohn, créée à Londres sous la direction du compositeur.
- 30 mai : création de Fernando Duca di Valenza de Pacini, à Naples
- 22 décembre : Le Roi Lear, ouverture d'Hector Berlioz, créée à Paris.
- 26 décembre : Lucrezia Borgia, opéra de Gaetano Donizetti, créé à la Scala de Milan.

## Prix de Rome
1er Prix : Alphonse Thys, 2e Prix : Adolphe Le Carpentier, avec la cantate Le Contrebandier espagnol.

## Naissances

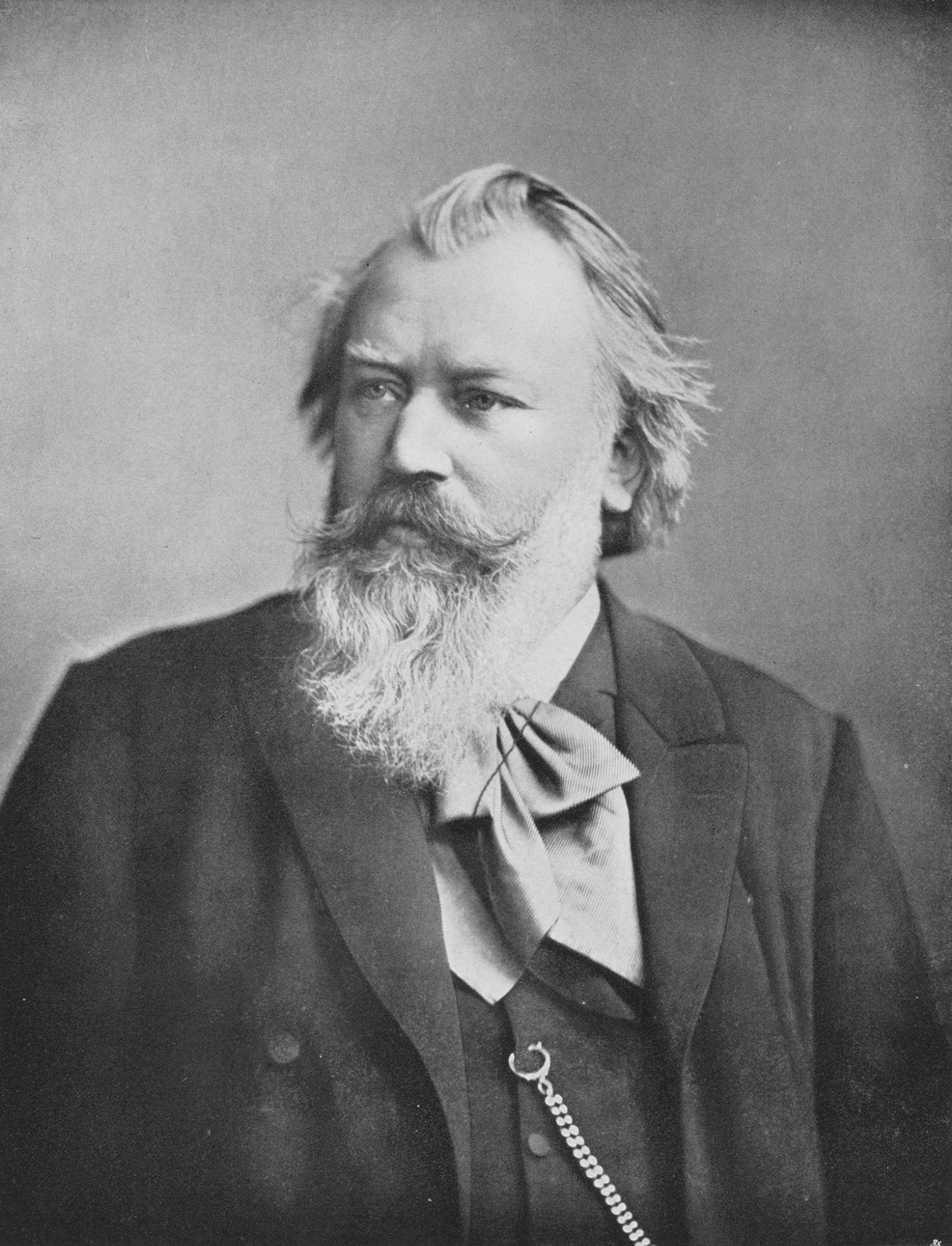
Johannes Brahms

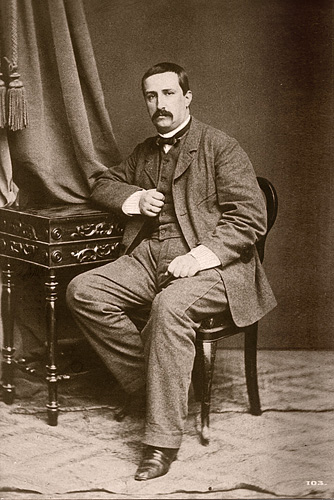
Alexandre Borodine

- 9 janvier : Jules Demersseman, compositeur et flûtiste français († 1er décembre 1866).
- 5 février : Frantz Liouville, compositeur français († 29 janvier 1901).
- 12 février : Charles Wilfrid de Bériot, pianiste et compositeur français († 22 octobre 1914).
- 15 février : Giacomo Longo, compositeur italien († 1906).
- 7 mars : 
  - Émile Réty, chef du secrétariat du Conservatoire de Paris († 15 septembre 1915).
  - Franz Wohlfahrt, compositeur, violoniste, pédagogue allemand († 14 février 1884).
- 18 mars : José Dupuis, comédien et chanteur belge († 9 mai 1900).
- 26 mars : Antonín Bennewitz, violoniste, chef d'orchestre et pédagogue tchèque († 29 mai 1926).
- 7 avril : Jules Hone, violoniste, compositeur et chef d'orchestre d'origine belge († 15 septembre 1913).
- 17 avril : Jean-Baptiste Accolay, compositeur et violoniste belge († 19 août 1900).
- 30 avril : Hortense Schneider, soprano française († 5 mai 1920).
- 7 mai : Johannes Brahms, compositeur, pianiste et chef d'orchestre allemand († 3 avril 1897).
- 9 mai : Bolesław Dembiński, compositeur et organiste polonais († 7 août 1914).
- 20 juin : Anton Door, pianiste et pédagogue autrichien († 7 novembre 1919).
- 2 juillet : Clotilde Kainerstorfer, compositrice autrichienne († 26 septembre 1897).
- 4 juillet : 
  - Josipina Turnograjska, poète et compositrice slovène († 1er juin 1854).
  - Eugène Vast, organiste et compositeur français († 21 février 1911).
- 14 juillet : Kaspar Joseph Brambach, musicien et compositeur allemand († 20 juin 1902).
- 17 juillet : Luigi Agnesi, baryton basse, chef d'orchestre et compositeur belge († 2 février 1875).
- 10 octobre : Clément Loret, organiste, professeur, et compositeur d’origine belge, naturalisé français († 14 février 1909).
- 12 novembre : Alexandre Borodine, compositeur russe († 27 février 1887).
- 27 novembre : Alphonse Mailly, organiste et compositeur belge († 10 janvier 1918).
- 5 décembre : Robert von Hornstein, compositeur allemand († 19 juillet 1890).

Date indéterminée
- Luigi Bassi, clarinettiste et compositeur italien († 1871).

## Décès

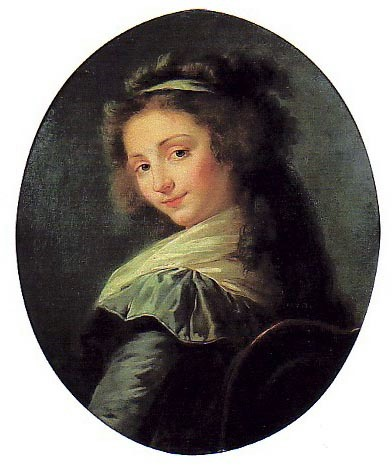
Gertrude Elisabeth Mara

- 19 janvier : Ferdinand Hérold, compositeur français (° 28 janvier 1791).
- 20 janvier : Gertrude Elisabeth Mara, soprano allemande (° 20 janvier 1749).
- 24 mars : Katerina Veronika Anna Dusíkova, chanteuse, harpiste, pianiste et compositrice originaire de Bohême (° 8 mars 1769).
- 7 avril : Antoni Henryk Radziwiłł, homme d'État et junker prusso-polonais, ainsi qu'un compositeur (° 13 juin 1775).
- 11 mai : Henri-Sébastien Blaze, écrivain et compositeur de musique français (° 15 février 1763).
- 14 mai : Johann Wilhelm Cornelius von Königslöw, compositeur et organiste allemand (° 16 mars 1745).
- 5 juillet : Franz Paul Grua, compositeur et violoniste allemand d'origine italienne  (° 1er février 1753).
- 1er octobre : Luiza Rosa Todi, mezzo-soprano portugaise (° 9 janvier 1753).
- 10 octobre : Michat Kleofas Ogiński, compositeur polonais (° 7 octobre 1765).
- 8 novembre : Maximilian Stadler, compositeur, musicologue et pianiste autrichien (° 4 août 1748).
- 10 décembre : Dieudonné Pascal Pieltain, compositeur et violoniste belge (° 4 mars 1754).

Date indéterminée
- Maria Rosa Coccia, claveciniste et compositrice italienne (° 4 janvier 1759).
- Louis Lefèvre, clarinettiste classique français (° 18 avril 1773).
- Ferdinando Provesi, compositeur, organiste et pédagogue italien (° 1770).
- Vittorio Trento, compositeur italien (° 1761).